# Varuzhan Sukiasyan
Varuzhan Sukiasyan (tiếng Armenia: Վարուժան Սուքիասյան, tiếng Nga: Варужан Гарсеванович Сукиасян; sinh ngày 5 tháng 8 năm 1956 tại Yerevan), là một huấn luyện viên và cựu cầu thủ bóng đá người Armenia. Ông là anh trai của Yervand Sukiasyan.
Trong khoảng thời gian từ 1978 đến 1987, Sukiasyan đã chơi tại FC Kotayk của Abovyan. Ông quản lý đội tuyển quốc gia Armenia trong giai đoạn 2000-2001.